# Eleições municipais em Maceió em 1985
As eleições municipais em Maceió em 1985 ocorreram em 15 de novembro, como parte das eleições em 201 municípios nos 23 estados brasileiros e nos territórios federais do Amapá e Roraima. Foi a primeira eleição da Nova República e a primeira onde os maceioenses escolheram seu alcaide pelo voto direto desde Divaldo Suruagy em 1965.
Pernambucano de Araripina, o jornalista e professor, Djalma Falcão, formou-se advogado pela Universidade Federal de Alagoas. Iniciou sua vida pública em 1958 quando o seu irmão, o governador Muniz Falcão, o nomeou secretário de Governo e depois secretário de Educação. Tornou-se conselheiro do Tribunal de Contas de Alagoas em 1964, corte da qual foi presidente. Adversário do Regime Militar de 1964, elegeu-se deputado federal pelo MDB em 1966. Apesar disso, foi diretor da Rádio Difusora de Alagoas e diretor-geral do Departamento Estadual de Educação no governo Afrânio Lages, retornando ao Tribunal de Contas em 1975. Primeiro suplente de deputado federal em 1978, assumiu a presidência estadual da legenda no ano seguinte, ingressando no PMDB em 1980. Eleito deputado federal em 1982, votou a favor da emenda Dante de Oliveira em 1984 e em Tancredo Neves no Colégio Eleitoral em 1985, ano em que elegeu-se prefeito de Maceió.
Nascido em Palmeira dos Índios, o advogado José Costa graduou-se pela Universidade Federal do Rio de Janeiro em 1960 e foi estagiário no jornal Última Hora antes de trabalhar como jornalista no Diário Carioca, O Globo e Tribuna da Imprensa. Delegado do Ministério da Indústria e Comércio em Alagoas em 1964, ascendeu à seccional e ao Conselho Federal da Ordem dos Advogados do Brasil em 1970. Eleito deputado federal pelo MDB em 1974 e 1978, migrou para o PMDB em 1980, quando o Governo João Figueiredo restaurou o pluripartidarismo, Candidato a governador em 1982, foi derrotado por Divaldo Suruagy, assumindo depois a presidência estadual do PMDB. Eleito vice-prefeito de Maceió em 1985, renunciou ao cargo após eleger-se deputado federal em 1986, subscrevendo a Constituição de 1988.

## Resultado da eleição para prefeito
Foram apurados 135.693 votos nominais, assim distribuídos:
| Candidatos a prefeito de Maceió | Candidatos a vice-prefeito      | Número | Coligação           | Votação | Percentual |
| ------------------------------- | ------------------------------- | ------ | ------------------- | ------- | ---------- |
| Djalma Falcão PMDB              | José Costa PMDB                 | 15     | PMDB, PCdoB, PSB    | 56.174  | 41,40%     |
| João Sampaio PFL                | Galba Novaes PFL                | 25     | PFL, PDS            | 51.481  | 37,94%     |
| Sabino Romariz PDT              | Osvaldo Gomes de Barros PDT     | 12     | PDT (sem coligação) | 23.928  | 17,63%     |
| Sandoval Caju PTB               | Antônio Milton Falcão Filho PTB | 14     | PTB (sem coligação) | 2.009   | 1,48%      |
| Nilson Miranda PCB              | Rubens Colaço Rodrigues PCB     | 23     | PCB (sem coligação) | 1.091   | 0,80%      |
| Reinaldo Cabral PT              | José Gonçalves PT               | 13     | PT (sem coligação)  | 1.010   | 0,75%      |
| Fontes:                         |                                 |        |                     |         |            |